# 華南金控盃全國青少棒錦標賽
華南金控盃全國青少棒錦標賽，是台灣的青少棒比賽，由中華民國棒球協會所主辦。曾經為JBL世界盃青少棒錦標賽的國手選拔賽，2010年開始亦為LLB世界青少棒錦標賽的國手選拔賽。2012年由華南金控冠名贊助賽事，賽事名稱改為華南金控盃全國青少棒錦標賽至今。

## 外部連結
| - 中華民國棒球協會 （页面存档备份，存于）【官網】 - 中華民國棒球協會 （页面存档备份，存于）【臉書】 | - 一球員一夢【臉書】 - 一球員一夢 華南金控盃 （页面存档备份，存于）【痞克邦】 |

- 台灣棒球維基館 全國青少棒錦標賽 （页面存档备份，存于）